# Rue Roger-Salengro (Bondy)
Pour les articles homonymes, voir Rue Roger-Salengro.
La rue Roger-Salengro, est un axe de communication de Bondy, reliant le centre historique de la ville, au quartier de la gare.

## Situation et accès
Le tracé sinueux de cette voie de communication orientée Nord-Sud témoigne de son ancienneté. Elle commence place de la Division-Leclerc qui est le cœur historique de la ville.
Elle croise notamment à l'ouest, la rue Beauregard, la rue de la Fraternité, la rue du Champart et la rue Paul-Vaillant-Couturier (anciennement rue du Mainguy), et à l'est: la rue Blanqui, la rue Édouard-Vaillant (ancienne rue du Chêne-Rond).
Elle traverse ensuite la place de la République, où se rencontrent l'avenue de la République et la rue de la Liberté. Repartant vers l'ouest, elle franchit la ligne de Paris à Strasbourg pour terminer à un rond-point où se rencontrent la route de Villemomble, la rampe du Pont et l'avenue Jules-Ferry.

## Origine du nom

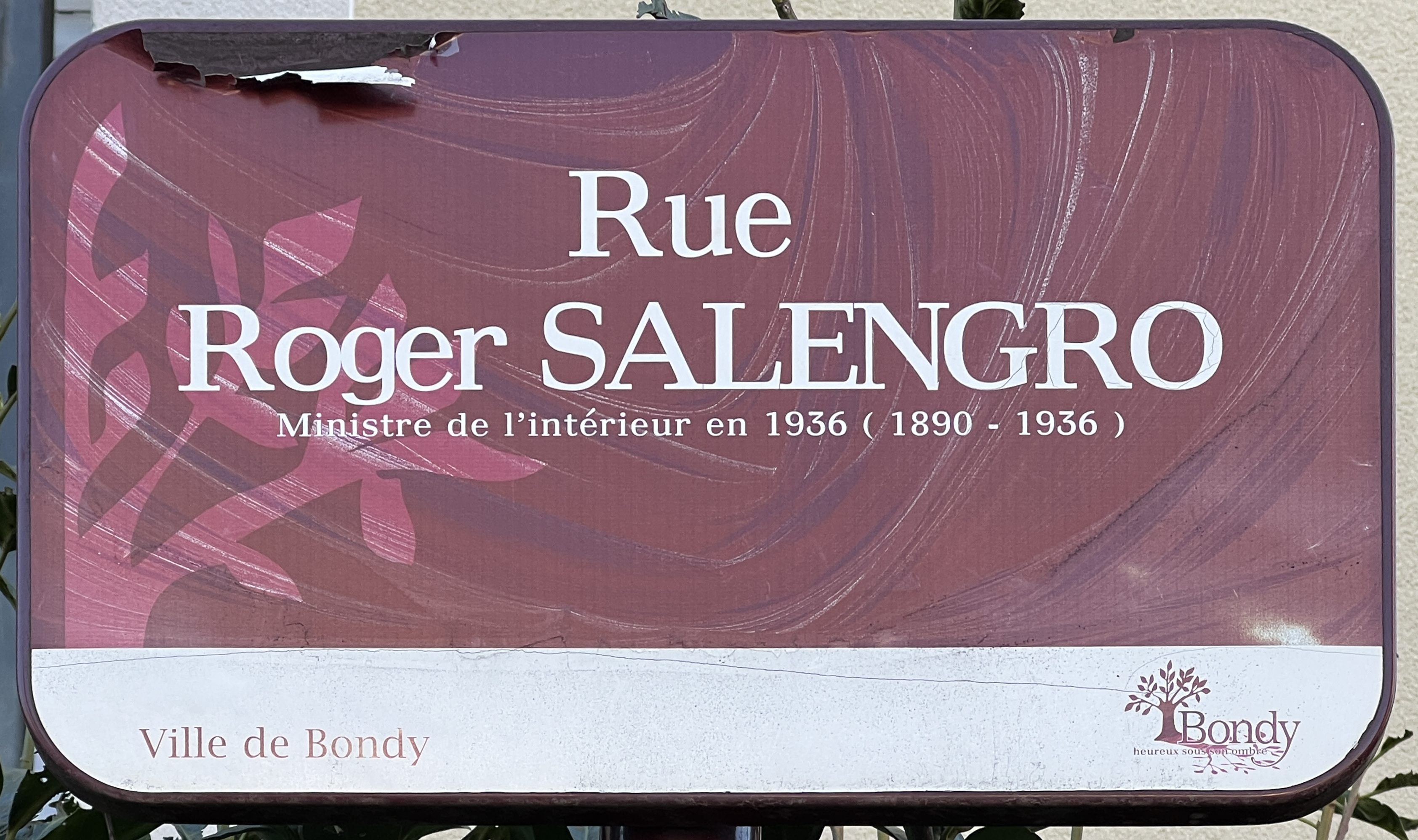
Plaque de la rue.

Cette rue rend hommage à l'homme politique Roger Salengro (1890-1936).

## Historique

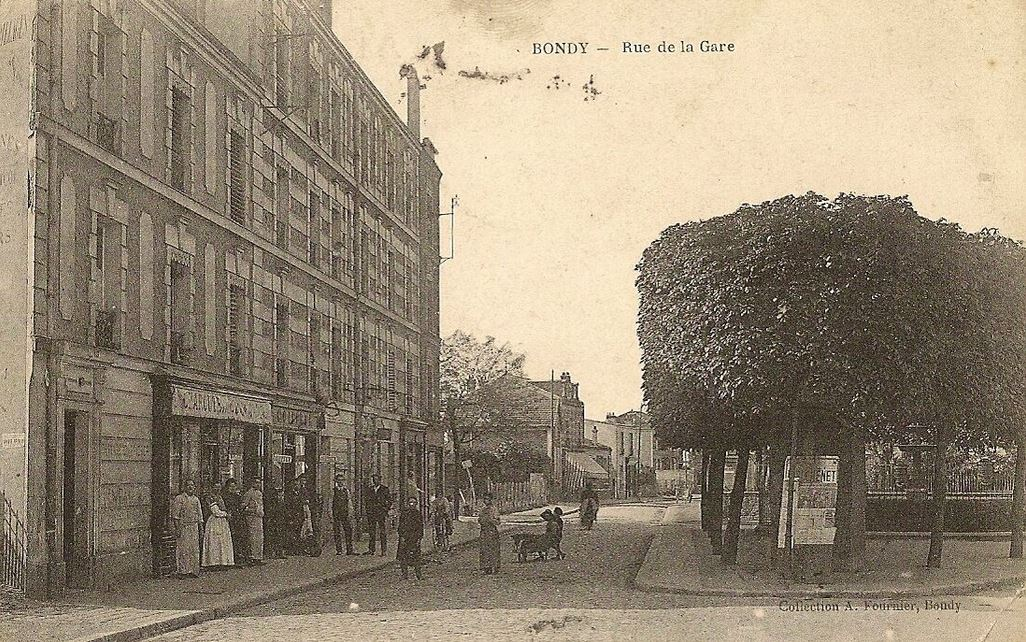
Bondy: Rue de la Gare
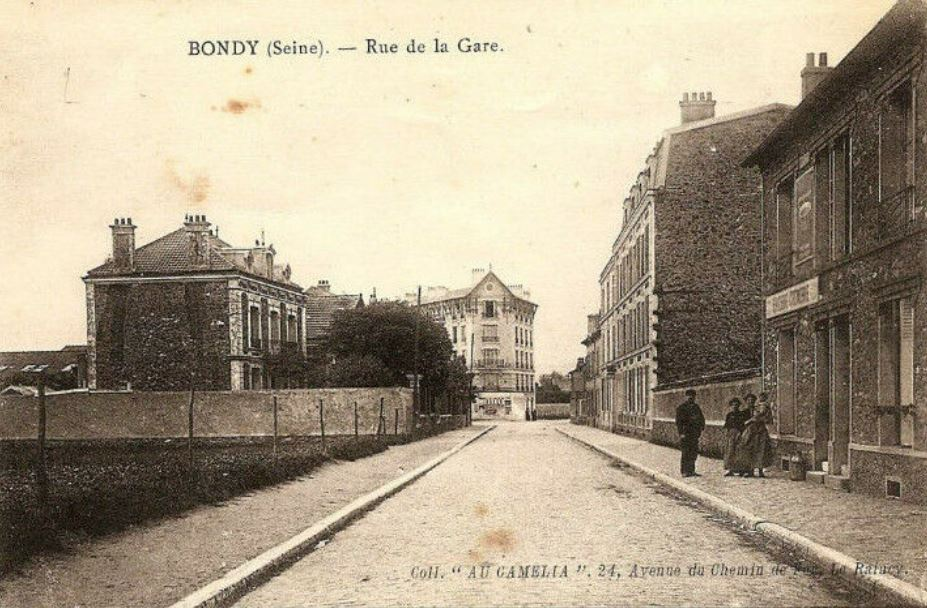
La rue de la Gare, vers le nord.
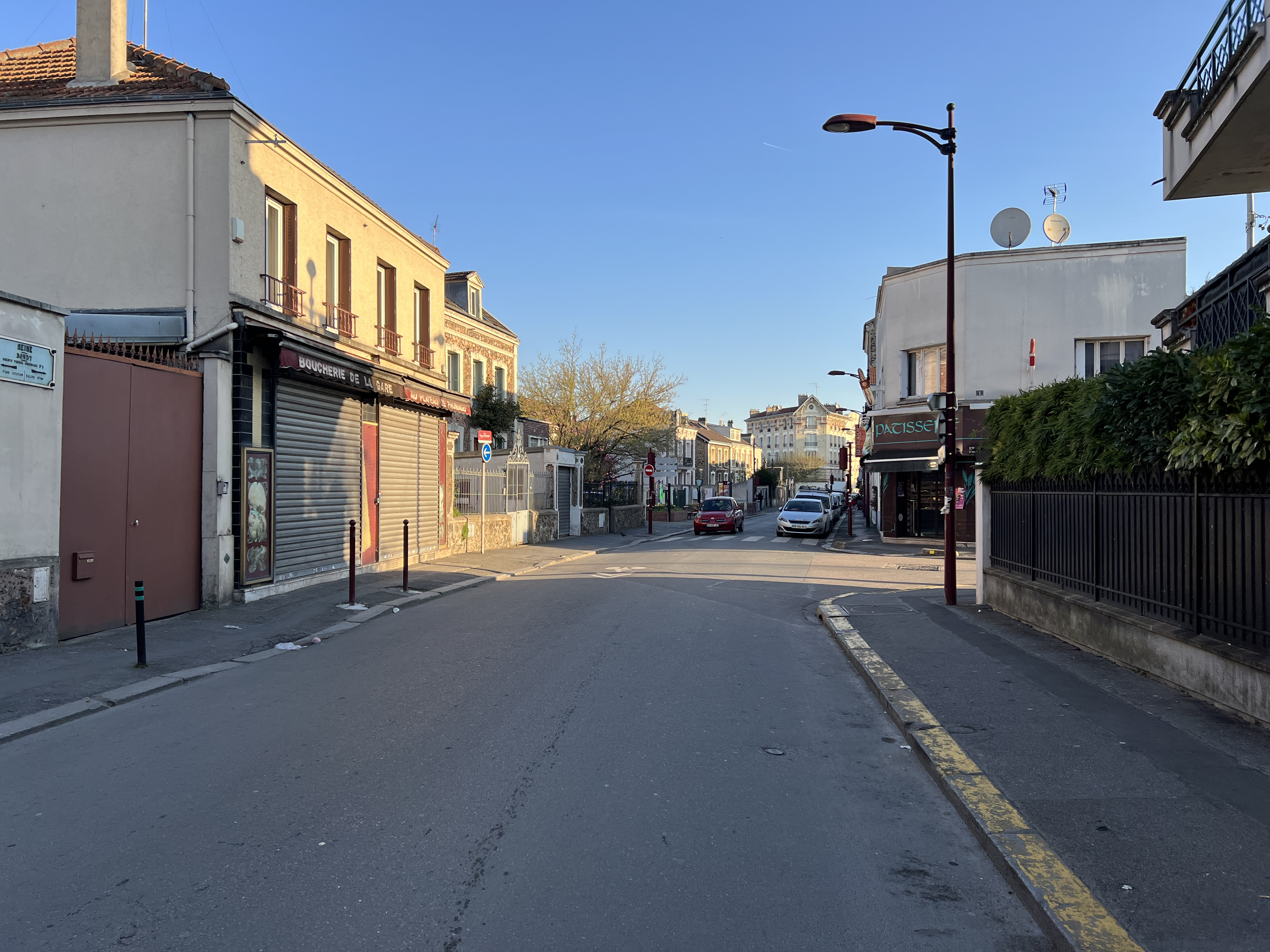
La rue en avril 2022.

Elle a tout d'abord été nommée « rue de la Gare », lors de la construction de la voie ferrée.
Comme de nombreux axes de la ville qui furent renommés entre 1920 et 1924 pour afficher les convictions politiques et sociales de la commune la voie prit le nom de « rue Roger-Salengro ».

## Bâtiments remarquables et lieux de mémoire
- Église Saint-Pierre[4].
- La Ferme-Caillard, ancienne exploitation agricole, qui a arrêté son activité dans les années 70[5],[6].
- Gare de Bondy.
- Emplacement de l'ancien hôtel de ville, au lieudit Corne de Bondy[7].